# R.S.V.32-90
Le R.S.V.32 est un avion d'entraînement belge de l'entre-deux-guerres. Il fut le premier avion de conception et de fabrication belges à être mis en œuvre par l'Aéronautique militaire belge.

## Conception et développement
La société Stampe et Vertongen est née en Belgique de l'association d'un ingénieur, Alfred Renard, d'un pilote, Jean Stampe et d'un commanditaire, Maurice Vertongen. Ce dernier prend en charge la gestion commerciale de la firme dont les premiers avions reçoivent la désignation R.S.V. du nom des trois protagonistes qui vont ouvrir une page importante de l'histoire aéronautique belge. 
Stampe et Vertongen construit son premier prototype, le R.S.V.32-90, dans les sous-sols d'un dancing d'Evere (Bruxelles). Tous les calculs aérodynamiques et structuraux ont été réalisés par Alfred Renard qui se rendit au laboratoire Eiffel à Auteuil afin de procéder aux essais aérodynamiques d'une maquette. Le cahier des charges que Renard présente au Service technique belge est complété par les essais statiques jusqu'à rupture des principaux éléments dans les ateliers de l'Administration belge de Rhode-Saint-Genèse (Bruxelles). 
L'appareil est ensuite assemblé dans le hangar de l'Administration de l'Aéronautique. Il est officiellement présenté le 23 avril 1923 à Sa Majesté le Roi Albert 1er et reçoit l'immatriculation O-BOEL, du nom de Maurice Boel qui fut le catalyseur de la rencontre entre Jean Stampe et Alfred Renard. 
Après le succès des essais en vol, les ateliers Stampe et Vertongen sont érigés à Deurne (Anvers) tandis qu'une école de pilotage s'installe au sein de l'exploitation en octobre 1923. De cette école sortiront, en un peu plus d'un an, 56 pilotes dont 54 furent formés pour la compte de la Défense nationale belge.

## Description
Le R.S.V.32-90 est équipé d'un moteur Anzani de 90 ch. Le nombre 32 choisi pour désigner l'appareil indique sa surface portante, 32 m2. Certains pilotes l'affublent même du qualificatif « 32 mètres ». 
L'appareil est un biplan de construction mixte classique avec longerons, tendeurs et entretoises dont la partie située dans le plan de l'habitacle est recouverte de contreplaqué. La partie située derrière le moteur, en avant de la voilure, comporte un revêtement en aluminium. La partie arrière du fuselage et l'empennage sont entoilés. L'agencement du poste de pilotage à double commande est assez particulier puisque l'unique manche à balai est tenu à la fois par l'élève et le moniteur. Ce dernier peut atteindre la commande de profondeur par-dessus l'épaule de son élève et dispose également d'une commande par pédales pouvant annuler les mouvements de l'élève sur la commande de direction. La voilure comporte quatre demi-ailes assemblées deux à deux ainsi que les quatre gouvernes de gauchissement. Le profil d'aile semi-épais est maintenu par 14 nervures enfilées sur deux longerons, l'ensemble étant entoilé. Les demi-ailes inférieures sont fixées à la base du fuselage, avec 4 mâts de cabane supportant la partie centrale de l'aile inférieure et 4 paires de mâts haubanés formant la poutre biplane.
Un deuxième appareil est achevé en août 1923 avec un moteur Renard de 100 ch et reçoit l'appellation R.S.V.32-100. 
Une version transport R.S.V.32-120 apparaît. Ce modèle au fuselage élargi entièrement redessiné par l'ingénieur Alfred Renard est parfois désigné R.S.V.32-2X2.

## Histoire opérationnelle
Entre 1923 et 1932, un total de 57 exemplaires du R.S.V.32 ont été produits avec plusieurs variantes répertoriées en fonction de leur motorisation. La plupart de ces appareils ont été mis en service par l'Aviation militaire belge. Sur les 20 exemplaires livrés aux militaires (codés R-1 à R-14), le moteur Anzani de 90 ch se voit remplacé par un moteur Renard de 120 ch ou un Lorraine de 110 ch. 
En 1930, un R.S.V.32-90 immatriculé O-BADC est vendu au Cdt. Franco en Espagne tandis qu'un autre appareil doté d'un moteur Walter 130 ch est livré au Luxembourg. On notera également que quelques R.S.V.120 civils survivants furent réquisitionnés lors des événements de mai 1940 par l'Aviation militaire belge et utilisés comme appareil de liaison. Aucun ne semble avoir survécu en Belgique à la suite du conflit mondial.
Les livraisons à l'Aéronautique militaire belge font mention de :
- 10 livrés entre juin et septembre 1924 ;
- 4 livrés entre mars et avril 1925 ;
- 5 livrés après décembre 1928, probablement avec des moteurs Lorraine.

À noter cependant que les archives de R.S.V. mentionnent 20 appareils.

### Un témoignage de pilote
Émile Witmeur s'engagea comme pilote au sein de l'Aéronautique militaire belge durant l'entre-deux-guerres. Il découvre les joies du pilotage du R.S.V.32-90 sur l'aérodrome de Saint-Hubert, une petite école dotée de trois appareils. Il décrit ainsi le appareil de son apprentissage : « peu puissant, mais extraordinairement stable, il prévenait à temps qu'il allait perdre sa sustentation et convenait très bien aux néophytes. Le R.S.V permettait presque toutes les erreurs de pilotage et ne vrillait pas. »
De retour à Wevelghem, au sein de l'école militaire de pilotage, il est victime d'un accident lors d'un roulage. Pressé par son moniteur, Witmeur ouvre en grand les gaz, se dirige vers deux autres R.S.V. alignés devant le hangar et les déchiquète de son hélice. Il n'est pas parvenu à couper les contacts dont les poussoirs, sur ces modèles militaires, étaient placés à droite dans l'aile supérieure alors qu'il les cherchait à gauche sur la paroi de son siège comme sur les modèles de l'école civile de Saint-Hubert.

## Versions du R.S.V.32
| Version      | Motorisation                | Vocation           |
| ------------ | --------------------------- | ------------------ |
| R.S.V.32-90  | Anzani 10C de 90 ch         | Civil et militaire |
| R.S.V.32-100 | Renard de 100 ch            | Civil et militaire |
| R.S.V.32-105 | Hermès de 105 ch            | Civil              |
| R.S.V.32-110 | Lorraine-Dietrich de 110 ch | Militaire          |
| R.S.V.32-120 | Gipsy III de 120 ch         | Transport          |
| R.S.V.32-120 | Renard de 120 ch            | Transport          |
| R.S.V.32-130 | Walter de 130 ch            | Civil              |